# Desmiphora astrigae
Desmiphora astrigae är en skalbaggsart som beskrevs av Tavakilian och Néouze 2004. Desmiphora astrigae ingår i släktet Desmiphora och familjen långhorningar. Inga underarter finns listade i Catalogue of Life.